# Hialoklasztit
A hialoklasztit a vulkáni üvegtörmelékből felhalmozódó üledékes kőzet. Ez a törmelékes aggregátum robbanás nélkül jön létre olyankor, amikor valamely magmás test a hirtelen hűlés hatására széttöredezik.

## Előfordulása, keletkezése
A leggyakrabban a közvetlenül a tenger vagy tó vizébe nyomuló, vagy a szárazföldről a vízbe ömlő lávából alakul ki a megdermedt, üveges anyag széttöredezésének eredményeként. Hialoklasztit keletkezhet olyankor is, amikor a vulkán egy gleccser jégpáncélja alatt tör ki, vagy amikor a magma vízzel átitatott, konszolidálatlan üledékekbe nyomul. A hirtelen megdermedt, üveges láva mechanikus hatásokra aprózódik; törmeléke a lávanyelvek között halmozódik fel. 
A víz alatt keletkezett hialoklasztit lehet helyben maradt vagy áthalmozott. A helyben maradt hialoklasztit általában szorosan kapcsolódik az anyagát szolgáltató lávához. Gyakoriak benne a gyors hűlés hatására hirtelen megdermedt, üveges lávadarabok — van úgy, hogy finomszemcsés mátrixa szinte kizárólag vulkáni üvegből áll. Az ilyen hialoklasztit általában rétegzetlen; nagy, jellegzetes, fogazott (jigsaw-fit) struktúrájú vulkáni szemcsékkel. Víz alatt a hialoklasztit gyakran megcsúszik, esetleg áramlások szállítják tovább. Ilyenkor a távolabbi, kisebb sodrású helyeken hialoklasztit halmozódik fel. A hialoklasztitot többnyire gravitációs tömegárak (mass flow) halmozzák át. Ezek két fő fajtája a szemcseár (grain flow) és a sűrűségmódosított szemcseár (density modified grain flow). Az áthalmozott üledék üledékföldtani jellegeit a szállítás módja határozza meg.
A hialoklasztit a láva víz alatti képződésének, illetve a magma nagy víztartalmú üledékbe nyomulásának fontos indikátora. A víz egykori mélysége, sótartalma azonban a hialoklasztit jelenlétéből kiindulva nem ítélhető meg. A sekélyvízi hialoklasztitok általában áthalmozott vagy elsődleges vulkáni-törmelékes üledékek közé rétegződnek. A mélyvízi hialoklasztitok közé általában masszív vagy párnalávák, jelentős méretű tömegárban szállított vulkáni-törmelékes üledékek, peperitek települnek, azokat gyakran sekély intrúziók törik át.
Általában elmondható, hogy a víz alatti vulkánok kitörési centrumához közel masszív, vastag, gyakran oszlopos elválású lávákat találunk, attól távolodva pedig fokozatosan nő a törmelék aránya. A lávamező kürtőtől legtávolabbi vidékeire a hialoklasztitba ágyazott lávadelták és a különböző áthalmozott üledékek a jellemzőek.